# A Herszoni terület orosz megszállása
A Herszoni terület (oroszul: Херсонская область, ukránul: Херсонська область) egy vitatott státuszú entitás Ukrajna déli részén, amelyet 2022. szeptember 30-án hoztak létre az ukrajnai Herszoni terület orosz adminisztrációjaként az orosz–ukrán háború idején, miután Oroszország annektálta a területet egy illegális népszavazás után. Ukrajna és a nemzetközi közösség nem ismeri el a népszavazás eredményeit, és a területet továbbra is Ukrajna részeként ismerik el. A terület Ukrajna déli részén található, amit Oroszország a saját közigazgatási egységeként (szubjektum) kezel.

## Természetföldrajz
Északon az ukrajnai Dnyipropetrovszki, nyugaton a Mikolajivi, keleten a Zaporizzsjai területtel (a vitatott státuszú oroszországi Zaporozsjei területtel), délen a Krími Köztársasággal határos, valamint a Fekete- és az Azovi-tenger mossa a partjait.
Székhelye: Herszon (de jure), Genyicseszk (de facto).
Területe 28 461 km², lakossága 1 037 707 fő, népsűrűsége 41,15 fő/km².

## Történelem
2022. február 24-én az orosz csapatok megkezdték Ukrajna invázióját. Március 2-án az orosz csapatok elfoglalták a terület fővárosát, Herszont, és ezzel megkezdődött a város és a terület katonai megszállása.

Az orosz megszállás november 9. után

Herszon elvesztése után (november 9.) az orosz megszálló erők ideiglenes adminisztratív központnak Genyicseszket (ukránul Henyicseszk) jelölték ki. Oroszország továbbra is Herszont tartja hivatalos székhelynek.